# Comité provincial pour le suffrage féminin
Le Comité provincial pour le suffrage féminin (CPSF) est une association féministe emblématique du Québec, cofondée en 1922 par Marie Lacoste Gérin-Lajoie et Anna Marks Lyman. Son objectif premier fut de faire déposer, dans les plus brefs délais, un projet de loi en faveur du suffrage féminin à l'Assemblée législative du Québec. Il connait deux périodes actives, l'une en 1922, la seconde en 1927.

## Histoire

### Contexte
Au 18e siècle, dans une société fortement hiérarchisée selon les genres où les femmes sont sous une tutelle permanente de leur père, puis de leur mari, le Bas-Canada se distingue des autres colonies britanniques, puisque certaines femmes peuvent voter. En effet, en vertu de l’Acte constitutionnel adopté en 1791, le droit de vote est octroyé à tous les propriétaires d’un nombre minimal de biens, âgés de plus de 21 ans. Puisque la Coutume de Paris demeure appliquée au Bas-Canada et que celle-ci prévoit des dispositions de sécurité économique pour les femmes mariées, le droit civil français permet à certaines femmes du Bas-Canada de profiter du droit de vote contrairement à leurs consœurs du Haut-Canada. En effet, le droit britannique considère le mari comme l’unique propriétaire des biens du couple, tandis que la Coutume de Paris reconnaît aux épouses la propriété de leurs propres biens, hérités et obtenus grâce à la communauté des biens. Plus précisément, la femme mariée conserve son droit de gérer les biens hérités ainsi que la moitié des biens acquis après le mariage.
Bien que les femmes exercent leur droit de vote depuis l'instauration de l’Acte constitutionnel, leur participation politique suscite une véritable opposition à partir de 1827, lorsque des journaux commencent à remettre en question leur capacité à voter. En fait, cette remise en question s’inscrit dans une effervescence de l’idéologie des sphères séparées dans laquelle la femme se retrouve reléguée à la sphère domestique, tandis que la sphère publique est réservée à l’homme. C’est dans ce contexte que la Chambre d’assemblée du Bas-Canada adopte une loi en 1834 interdisant le droit de vote des femmes. C’est après l’unification du Haut et du Bas Canada qu’une révision de la loi électorale est faite par le Parti réformiste. Ainsi, en 1849, le droit de vote des femmes est officiellement retiré au Canada-Uni.

### Droit de vote au fédéral
Le peu de protestation des femmes envers la décision de retirer le suffrage féminin en 1849 contraste avec une hausse du militantisme des femmes par l’entremise de diverses organisations afin de retrouver ce droit. Ces associations contribuent à alimenter le mouvement des femmes qui bouleverse les sociétés occidentales à la fin du XIXe siècle.
Au départ, bien que centrée sur la scène municipale, la campagne pour l’obtention du vote des femmes se déplace progressivement, au début du XXe siècle, vers le provincial et le fédéral. Toutefois, le déclenchement de la Première Guerre mondiale en 1914 freine le mouvement pour le suffrage, puisque les organisations militantes réorientent leurs efforts vers des questions plus sociales.
Ainsi, ce n’est qu’en 1917 que la question du droit de vote refait surface avec la reprise des activités militantes des organisations. Le 4 septembre, le gouvernement fédéral de Robert Borden adopte un projet de loi, la Loi sur les élections en temps de guerre, qui accorde le droit de vote en temps de guerre aux femmes ayant des liens familiaux avec des soldats ainsi qu'aux infirmières militaires. Ainsi, un an plus tard, en 1918, l’État fédéral accorde le droit de vote à la majorité des Canadiennes.

### Bagage des fondatrices et Création du Comité
Suivant la tendance des femmes d’autres pays occidentaux, comme la France ou encore l’Allemagne, plusieurs femmes canadiennes se regroupent sous diverses associations dès la fin du XIXe siècle. En fait, l’une des organisations féminines les plus anciennes au Canada est le Conseil national des femmes, fondé par Ishbel Maria Marjoribanks en 1893. C’est dans ce contexte que plusieurs associations locales voient le jour, notamment la Fédération nationale Saint-Jean-Baptiste, fondée par Marie Lacoste-Guérin-Lajoie, Caroline Dessaules-Béique et Joséphine Marchand-Dandurand. Contrairement à d’autres associations qui défendent des valeurs protestantes et britanniques, celle-ci privilégie des valeurs catholiques et francophones, jusque-là absentes des précédentes initiatives.
           Selon Marie Lacoste-Guérin-Lajoie, la nécessité de créer une organisation dont l'objectif unique est l’obtention du droit de vote au niveau provincial devient centrale. C’est dans ce contexte qu’elle fonde le Comité provincial pour le suffrage féminin en 1922 avec la collaboration d'Anna Marks Lyman. Cette dernière dirige le Women’s club of Montreal et milite déjà pour le droit de vote des femmes.

## Mission

### L'objectif: le suffrage féminin
Le Comité pour le suffrage féminin est créé dans le but de relancer le mouvement pour le droit de vote des femmes, mais cette fois-ci, au Québec. Après l’obtention du suffrage féminin au niveau fédéral, en 1918, les revendications des suffragettes avaient diminué. En 1921, Marie Lacoste-Gérin-Lajoie lance l’idée de la création d’un comité pour le droit de vote des femmes québécoises alliant francophones et anglophones. Elle voulait tenter d’unir les efforts pour l’obtention du suffrage féminin dans la province. Le projet de Marie Lacoste-Gérin-Lajoie devient une réalité l’année suivante, en 1922, lors de la première rencontre qui rend officielle la création du comité.
           L’unique et principal objectif du Comité provincial pour le suffrage féminin est d’obtenir le droit de vote pour toutes les Québécoises. Ne perdant pas de temps dans la tentative d’atteindre cet objectif, dès la création du comité en 1922, ce dernier organise une rencontre avec le premier ministre libéral, Louis-Alexandre Taschereau. Après avoir convaincu le député libéral Henry Miles de parrainer un projet de loi sur le suffrage des femmes à l’Assemblée législative, celui-ci est rejeté par les autres députés de l’assemblée peu de temps après.

### Faire face aux opposants
Le Comité provincial du suffrage féminin fait appel à la logique des législateurs du Québec, car il est illogique pour les femmes québécoises d’exercer leur droit de vote au fédéral, mais de leur refuser le même droit dans les affaires provinciales. Cependant, c’est l’Église catholique canadienne-française qui nuit le plus à l’objectif du comité. La raison de l’opposition de celle-ci s’ancre dans la tradition. Lorsque Marie Lacoste-Gérin-Lajoie devient consciente que le clergé québécois ne fera pas marche arrière sur son opposition, elle se rend à Rome pour essayer de détruire les barrières qui se dressent devant l’objectif ultime.
           Durant l’année 1922, les antisuffragistes passent à l’offensive et mènent des campagnes dans les journaux et dans l’espace politique pour décourager le mouvement du droit de vote des femmes et les efforts des suffragistes québécoises. Certaines participantes du comité essaient de calmer l’offensive des opposants, en particulier les membres du clergé, qui se montrent très résistants au suffrage féminin. Toutefois, les efforts de ces femmes, et surtout ceux de Marie Lacoste-Gérin-Lajoie, ne parviennent pas à diminuer les contestations.

## Membres

### Thérèse Casgrain
Connue pour son implication dans la lutte en faveur du droit de vote des femmes au Québec, Thérèse Casgrain est une réformatrice et une politicienne née. En plus d’être l’une des membres fondatrices du Comité provincial pour le suffrage féminin, elle participe à de nombreuses réformes sociales et juridiques à l’échelle provincial. En 1921, elle prend les devants en remplaçant son mari lors d’un discours politique à Baie-Saint-Paul, ce qui provoque une véritable révélation parmi les spectateurs. Outre ses convictions concernant les luttes féminines, elle fonde la Ligue de la jeunesse féminine du Québec en 1926. Cette ligue offre de l’aide aux personnes malades et démunies. Lorsque le Comité prend fin vers 1929, elle prend les rênes de la Ligue des droits de la Femme jusqu’en 1942, soit deux ans après l’obtention du droit de vote pour les femmes en 1940 par le gouvernement libéral d’Adélard Godbout.

### Marie-Lacoste-Guérin-Lajoie
Vivant dans un univers du droit grâce à son père qui est enseignant de droit et politicien, elle épouse en 1887 Henri Gérin-Lajoie qui est un jeune associé au cabinet d’avocats de son père. Alors passionnée par la lecture et l’apprentissage, elle s’éduque en droit et partage ses connaissances avec son entourage. En se battant pour faire reconnaître les droits de la femme dans le cadre familial québécois, elle publie en 1902 son Traité de droit usuel qui sera réédité en trois éditions au cours des trois prochaines décennies. Quelques années plus tard, après la parution de son premier ouvrage, elle met sur pied la Fédération nationale Saint-Jean-Baptiste avec Caroline Dessaulles-Béique. Première fédération constituée de femmes, elle a pour mission de représenter la place de la femme au sein de la population québécoise et de faire valoir leurs droits en participant à des mouvements militants. D’ailleurs, la Fédération et sa créatrice ont joué un rôle important dans la lutte pour le droit de vote des femmes au Québec.
Maintenant totalement impliquée dans la cause des droits des femmes, Marie Lacoste-Gérin-Lajoie fonde le Comité provincial pour le suffrage féminin avec Anna Marks Lyman, présidente du Conseil national des femmes du Canada. En 1922, ce groupe prend l’initiative de former une délégation à Québec pour déposer un document concernant l’accord du droit de vote des femmes au niveau provincial. Malheureusement, la lecture ne sera pas faite, mais cette action met en lumière la force et les convictions des femmes au sein de la politique québécoise. L’omniprésence de l’Église catholique dans les affaires de l’État, notamment politiques, nuit aux demandes du Comité. De ce fait, Lacoste-Gérin-Lajoie croit fermement que c’est à Rome qu’elle pourra changer les choses. Toutefois, les choses deviennent de plus en plus controversées concernant le Comité et elle prend la précaution de quitter ses fonctions au sein du Comité pour sécuriser la Fédération nationale Saint-Jean-Baptiste.

### Idola Saint-Jean
Bien connue pour ses talents d’écrivaine, elle devient professeure de français à l’Université McGill au début du XXe siècle. Ses premiers pas dans la lutte des droits des femmes se font au sein de la Fédération nationale Saint-Jean-Baptiste où elle milite pour les conditions de travail des femmes, mais aussi pour l’obtention de la reconnaissance des droits des femmes. Connue pour ses talents d’oratrice, elle prend le rôle de lectrice lors de la présentation du document soumis au Parlement de Québec au nom du Comité provincial pour le suffrage féminin. Son rôle au sein de ce comité est celui de secrétaire aux côtés de Marie Lacoste-Gérin-Lajoie (partie francophone) et Anna Marks Lyman (partie anglophone). Malgré les commentaires négatifs et l’opposition du Premier ministre du Québec, Louis-Alexandre Taschereau, concernant les arguments en faveur du droit de vote des femmes, Saint-Jean continue d’être active dans la défense de la place des femmes en politique.

## Organisation

### Postes à l'interne
Parmi les femmes ayant fondé le Comité provincial du suffrage féminin, on retrouve Caroline Dessaulles-Béique, Idola Saint-Jean, Thérèse Casgrain, Grace Ritchie-England, Isabella Scott, Carrie Derrick et Marie Lacoste-Gérin-Lajoie. Le comité est fondé autour de cette dernière, qui en devient également coprésidente au côté d’Anne Lyman, une dirigeante du Women’s club of Montreal . Idola Saint-Jean est la porte-parole et la secrétaire francophone du comité. En effet, comme dans le cas de la présidence, le secrétariat du comité est bilingue, Mme Cushing est la secrétaire anglophone. Enfin, la trésorière de l’association est Mme J.P.R Drouin.

### Réunions et affinités
Au milieu du mois de janvier 1922, la réunion de suffragistes francophones et anglophones rend officielle la création du Comité provincial pour le suffrage féminin. Lors de cette réunion de fondation, se déroulant au domicile de Marie Lacoste-Gérin-Lajoie, 35 personnes et deux journalistes s'y déplacent. Malgré la réticence de certaines anglophones, qui pensent que les Canadiennes françaises ne sont pas assez convaincues du suffrage féminin, toutes les femmes s’unissent au sein du comité, car elles croient que la force du nombre va réussir à faire plier le gouvernement.
           Contrairement à d’autres organisations qui revendiquent le vote des femmes, le Comité provincial pour le suffrage féminin n’est pas associé à un parti politique et ne donnera jamais son appui à un parti ou à un autre. L'Alliance canadienne pour le vote des femmes d’Idola Saint-Jean et la Ligue des droits de la femme dirigée par Thérèse Casgrain, deux organisations créées après le comité, vont entretenir des liens avec le Parti libéral du Québec.

## Activité

### Participation à des activités organisées par des tiers partis
La religion catholique, fortement imprégnée de valeurs conservatrices au Québec, est un facteur clé qui explique le retard de la province à obtenir le droit de vote, en comparaison avec le reste du Canada. Face à cette réalité, Marie Lacoste-Gérin-Lajoie, co-présidente du Comité provincial pour le Suffrage féminin, s’est donnée pour mission de recourir à des instances supérieures et de s’adresser directement au délégué apostolique au Canada, Mgr Pietro di Maria. Ce dernier insiste pour que Madame Gérin-Lajoie s’adresse directement au Souverain Pontife à Rome afin d'obtenir une directive pontificale concernant le suffrage féminin. Ainsi, en mai 1922, Marie Lacoste-Gérin-Lajoie se rend à Rome pour assister au congrès annuel de l’Union Internationale des Ligues Catholiques Féminines (UILCF), où elle plaide sa cause auprès du Pape. Lors de son voyage, elle rencontre le Pape en personne à deux reprises et participe aux travaux d’une commission du congrès de l’UILCF portant sur la formation des femmes à leurs devoirs civiques.

### Mobilisation pour la cause
La volonté du Comité, qui regroupe des femmes de langue française et anglaise, ainsi que des regroupements tels que The Catholic Women’s League, Women’s club of Montreal et la Fédération Nationale Saint-Jean-Baptiste, est de « consacrer ses efforts à une campagne d’éducation en vue de persuader l’opinion publique et la législature que les femmes ne désirent pas le vote pour changer leur sphère d’action dans la vie, mais plutôt pour élever et améliorer le niveau social en général ». En d’autres termes, les suffragettes ne souhaitent pas prendre la place des hommes sur la scène publique, mais veulent apporter leur capacité féminine à assainir la politique. Ainsi, le CPSF se donne pour mandat de faire adopter un projet de loi à l’Assemblée législative du Québec. Le 28 janvier, le Comité organise une assemblée de 200 personnes. :e 9 février 1922, quatre cents suffragettes montréalaises du CPSF, accompagnées de quelques représentantes de la communauté juive, se rendent pour la première fois au Parlement de Québec afin de demander au premier ministre Louis-Alexandre Taschereau d’accorder le droit de vote aux femmes.
           Les représentantes de la délégation prennent la parole pour défendre leur argument en faveur de l’octroi du droit de vote. S’appuyant sur des arguments purement maternalistes, le plaidoyer de Lacoste-Gérin-Lajoie est publié dans l’édition de février du journal La Bonne Parole. L’intervention de Lady Drummond, qui met en avant « la complémentarité des hommes et des femmes, tant dans la conduite des affaires familiales que sociales », est rapportée par La Presse le 10 février. Malgré leurs discours et une pétition rassemblant plus de 3 200 signatures, le Premier ministre reste peu convaincu de la justesse de leurs arguments.

### Activités organisées par le comité lui-même
Avec le départ de Marie Lacoste-Gérin-Lajoie en tant que co-présidente en 1922, le Comité ne tient que deux réunions entre 1923 et 1925, sans entreprendre aucune action. Ce n’est qu’en 1927 que le débat sur le suffrage féminin reprend vie, lors du Congrès des métiers et du travail, où une demande est adressée au gouvernement provincial pour accorder le droit de vote aux femmes. La volonté de rapprochement entre le CPSF et le mouvement ouvrier ne fait toutefois pas l’unanimité parmi toutes les dirigeantes du Comité.

## Démantèlement
Dans le milieu des années 1920, le Comité provincial pour le suffrage féminin connaît un remaniement de ses membres. En effet, Marie Lacoste-Guérin-Lajoie quitte son poste de coprésidente en 1922, tout en restant membre active du comité. Le rôle de présidence est désormais occupé par Thérèse Casgrain. Toutefois, après l’échec de l’obtention du soutien du clergé canadien-français en 1922 pour le vote des femmes, le Comité provincial pour le suffrage féminin connaît un ralentissement de ses activités. En 1927, Idola Saint-Jean et Thérèse Casgrain, toujours membres du comité, relancent le mouvement pour le suffrage, mais des dissensions entre les deux femmes poussent Idola Saint-Jean à quitter le comité pour fonder l’Alliance canadienne pour le vote des femmes du Québec la même année. C’est ainsi qu’en 1929, le Comité provincial pour le suffrage féminin devient la Ligue pour le droit des femmes où Thérèse Casgrain occupe le poste de présidente.

## Héritage
Le Comité provincial pour le Suffrage féminin devient la Ligue pour le droit des femmes (LDF). Ses objectifs s'élargissent alors, notamment par leur militantisme en faveur d'un ensemble de réformes visant à garantir aux femmes des opportunités égales sur les plans social, politique, civil et économique. Bien que la ligue prenne ses distances avec l’Église catholique pour devenir une association laïque, elle conserve une vision maternaliste de la collaboration féminine au sein de la société. En d’autres termes, la différence entre les sexes demeure au cœur de leur discours.